# Xã Lake Prairie, Quận Marion, Iowa
Xã Lake Prairie (tiếng Anh: Lake Prairie Township) là một xã thuộc quận Marion, tiểu bang Iowa, Hoa Kỳ. Năm 2010, dân số của xã này là 12.498 người.